# Daftendirektour
Daftendirektour là chuyến lưu diễn đầu tiên của bộ đôi nhạc điện tử người Pháp Daft Punk. Chuyến lưu diễn kéo dài từ tháng 1 đến tháng 12 năm 1997.

## Tiểu sử
Trong chuyến lưu diễn này, Daft Punk đã sử dụng các thiết bị trong studio tại nhà của họ cho sân khấu trực tiếp. Rất ít video từ chuyến lưu diễn đã được phát hành. Video âm nhạc trực tiếp của "Rollin' & Scratchin'" có thể được xem trên D.A.F.T.: A Story About Dogs, Androids, Firemen and Tomatoes. Các yếu tố của bản nhạc "Alive" cũng có thể được nhận thấy khi nó được biểu diễn tại Nhà hát Mayan ở Los Angeles, California.
Một album trực tiếp mang tên Alive 1997 được Daft Punk phát hành vào năm 2001, trong đó có buổi biểu diễn Que Club, Birmingham vào ngày 8 tháng 11 năm 1997. Bản thu âm do chính Daft Punk chọn để phát hành, vì họ coi đây là buổi biểu diễn yêu thích của họ từ Daftendirektour. Vào năm 2022, một video quay lại hoàn chỉnh buổi biểu diễn tại Nhà hát Mayan vào ngày 17 tháng 12 năm 1997 từ chuyến lưu diễn đã được phát trực tiếp để quảng cáo cho việc tái phát hành Alive 1997 và phiên bản kỉ niệm 25 năm ngày ra mắt Homework.

## Danh sách ca khúc
Dựa trên danh sách được chơi tại Nhà hát Mayan vào ngày 17 tháng 12 năm 1997 và Alive 1997.
1. "Musique"
2. "Revolution 909"
3. "Fresh"
4. "Short Circuit"
5. "Da Funk" / "Daftendirekt"
6. "Da Funk" (bản remix "Ten Minutes Of Funk" của Armand van Helden)
7. "Rollin' & Scratchin'" (phiên bản trực tiếp)
8. "WDPK Phần 1" (còn được gọi là "Revolution 909" (phiên bản trực tiếp))
9. "WDPK Phần 2" (còn được gọi là Retro/Grade - "Pulsar")
10. "Alive"
11. C.L.S. - "Can You Feel It"
12. "Burnin'"
13. "Around the World"
14. Giorgio Moroder - "Chase"
15. Encore: "Teachers" / "Rock n' Roll" / "Oh Yeah" / DJ Sneak - "You Can't Hide From Your Bud"

Lưu ý: Vị trí của các bài hát thay đổi tùy theo buổi biểu diễn.

## Danh sách các cuộc biểu diễn
| Năm  | Ngày        | Thành phố              | Quốc gia       | Địa điểm                       |
| ---- | ----------- | ---------------------- | -------------- | ------------------------------ |
| 1997 | Châu Âu     | Châu Âu                | Châu Âu        | Châu Âu                        |
| 1997 | 17 tháng 1  | Manchester             | Vương Quốc Anh | The Academy                    |
| 1997 | 18 tháng 1  | Hanley, Stoke-on-Trent | Vương Quốc Anh | The Stage Door                 |
| 1997 | 20 tháng 1  | Brighton               | Vương Quốc Anh | The Escape                     |
| 1997 | 22 tháng 1  | Luân Đôn               | Vương Quốc Anh | The End                        |
| 1997 | 24 tháng 1  | Glasgow                | Vương Quốc Anh | Nhà hát The Arches             |
| 1997 | 25 tháng 1  | Leeds                  | Vương Quốc Anh | Showbox                        |
| 1997 | Bắc Mỹ      |                        |                |                                |
| 1997 | 11 tháng 2  | Chicago                | Hoa Kỳ         | Roller State Rink              |
| 1997 | Châu Âu     |                        |                |                                |
| 1997 | 2 tháng 3   | Luân Đôn               | Vương Quốc Anh | The Bunker Club                |
| 1997 | 12 tháng 4  | Manchester             | Vương Quốc Anh | Manchester Academy             |
| 1997 | 15 tháng 5  | Paris                  | Pháp           | Rex Club                       |
| 1997 | 14 tháng 6  | Hultsfred              | Thụy Điển      | Lake Hulingen                  |
| 1997 | 22 tháng 6  | Scheeßel, Rotenburg    | Đức            | Eichenring                     |
| 1997 | 27 tháng 6  | Roskilde               | Đan Mạch       | Festivalpladsen                |
| 1997 | 2 tháng 7   | Kristiansand           | Na Uy          | Odderøya                       |
| 1997 | 4 tháng 7   | Torhout                | Bỉ             | Achiel Eeckloo Rockweide       |
| 1997 | 5 tháng 7   | Werchter, Rotselaar    | Bỉ             | Werchterpark                   |
| 1997 | 12 tháng 7  | Balado                 | Vương Quốc Anh | Sân bay Balado                 |
| 1997 | 9 tháng 8   | Montpellier            | Pháp           | Espace Grammont                |
| 1997 | 16 tháng 8  | Leeds                  | Vương Quốc Anh | Temple Newsam                  |
| 1997 | 17 tháng 8  | Chelmsford             | Vương Quốc Anh | Hylands Park                   |
| 1997 | Bắc Mỹ      |                        |                |                                |
| 1997 | 1 tháng 9   | Toronto                | Canada         | The Warehouse                  |
| 1997 | 3 tháng 9   | Thành phố New York     | Hoa Kỳ         | Roseland Ballroom              |
| 1997 | 4 tháng 9   | Chicago                | Hoa Kỳ         | Metro Chicago                  |
| 1997 | 6 tháng 9   | Seattle                | Hoa Kỳ         | Showbox Comedy and Supper Club |
| 1997 | 9 tháng 9   | San Francisco          | Hoa Kỳ         | The Fillmore                   |
| 1997 | 12 tháng 9  | Los Angeles            | Hoa Kỳ         | Nhà hát El Rey                 |
| 1997 | 22 tháng 9  | Toronto                | Canada         | The Guvernement                |
| 1997 | 23 tháng 9  | Thành phố New York     | Hoa Kỳ         | Irving Plaza                   |
| 1997 | 24 tháng 9  | Miami                  | Hoa Kỳ         | Nhà hát Cameo                  |
| 1997 | 27 tháng 9  | Los Angeles            | Hoa Kỳ         | American Legion Hall           |
| 1997 | 28 tháng 9  | Seattle                | Hoa Kỳ         | DV8                            |
| 1997 | Châu Âu     |                        |                |                                |
| 1997 | 2 tháng 10  | Amsterdam              | Hà Lan         | Paradiso                       |
| 1997 | 3 tháng 10  | Lille                  | Pháp           | L'Aéronef                      |
| 1997 | 4 tháng 10  | Bruxelles              | Bỉ             | Ancienne Belgique              |
| 1997 | 6 tháng 10  | Saarbrücken            | Đức            | Garage                         |
| 1997 | 7 tháng 10  | Köln                   | Đức            | Live Music Hall                |
| 1997 | 8 tháng 10  | Dortmund               | Đức            | Soundgarden                    |
| 1997 | 9 tháng 10  | Hamburg                | Đức            | Große Freiheit 36              |
| 1997 | 11 tháng 10 | Berlin                 | Đức            | Huxley's Neue Welt             |
| 1997 | 12 tháng 10 | Stuttgart              | Đức            | LKA Longhorn                   |
| 1997 | 13 tháng 10 | Strasbourg             | Pháp           | La Laiterie                    |
| 1997 | 17 tháng 10 | Paris                  | Pháp           | L'elysée Montmartre            |
| 1997 | 18 tháng 10 | Nancy                  | Pháp           | Zénith de Nancy                |
| 1997 | 20 tháng 10 | Rouen                  | Pháp           | Exo 7                          |
| 1997 | 21 tháng 10 | Rennes                 | Pháp           | La Liberté                     |
| 1997 | 24 tháng 10 | Southampton            | Vương Quốc Anh | Southampton Guildhall          |
| 1997 | 26 tháng 10 | Dublin                 | Ireland        | Red Box                        |
| 1997 | 28 tháng 10 | Newcastle upon Tyne    | Vương Quốc Anh | Mayfair Ballroom               |
| 1997 | 30 tháng 10 | Leeds                  | Vương Quốc Anh | Town and Country Club          |
| 1997 | 31 tháng 10 | Glasgow                | Vương Quốc Anh | Barrowland Ballroom            |
| 1997 | 1 tháng 11  | Manchester             | Vương Quốc Anh | Manchester Academy             |
| 1997 | 3 tháng 11  | Cambridge              | Vương Quốc Anh | Corn Exchange                  |
| 1997 | 5 tháng 11  | Luân Đôn               | Vương Quốc Anh | Astoria Theater                |
| 1997 | 6 tháng 11  | Luân Đôn               | Vương Quốc Anh | Astoria Theater                |
| 1997 | 8 tháng 11  | Birmingham             | Vương Quốc Anh | Que Club                       |
| 1997 | 9 tháng 11  | Nottingham             | Vương Quốc Anh | Rock City                      |
| 1997 | 10 tháng 11 | Brighton               | Vương Quốc Anh | Escape Club                    |
| 1997 | 12 tháng 11 | Brest                  | Pháp           | Petite Salle de Penfeld        |
| 1997 | 14 tháng 11 | Madrid                 | Tây Ban Nha    | Aqualung                       |
| 1997 | 15 tháng 11 | Barcelona              | Tây Ban Nha    | Zeleste                        |
| 1997 | 17 tháng 11 | Bordeaux               | Pháp           | Espace Medoquine               |
| 1997 | 18 tháng 11 | Toulouse               | Pháp           | Salle Des Fetes                |
| 1997 | 20 tháng 11 | Marseille              | Pháp           | Le Dome                        |
| 1997 | 21 tháng 11 | Genève                 | Thuỵ Sĩ        | Palladium                      |
| 1997 | 22 tháng 11 | Lyon                   | Pháp           | Transbordeur                   |
| 1997 | 24 tháng 11 | Milano                 | Ý              | Rolling Stone Club             |
| 1997 | 25 tháng 11 | Firenze                | Ý              | Tenax                          |
| 1997 | 26 tháng 11 | Roma                   | Ý              | Frontiera                      |
| 1997 | 29 tháng 11 | Zürich                 | Thuỵ Sĩ        | Jail                           |
| 1997 | 30 tháng 11 | Viên                   | Áo             | Libro Music Hall               |
| 1997 | 1 tháng 12  | München                | Đức            | KW – das Heizkraftwerk         |
| 1997 | 3 tháng 12  | Hannover               | Đức            | Capitol                        |
| 1997 | 4 tháng 12  | Mannheim               | Đức            | MS Connexion                   |
| 1997 | Bắc Mỹ      |                        |                |                                |
| 1997 | 17 tháng 12 | Los Angeles            | Hoa Kỳ         | Nhà hát Mayan                  |
| 1997 | Châu Âu     |                        |                |                                |
| 1997 | 20 tháng 12 | Berlin                 | Đức            | Einlass                        |

1. ↑  Buổi biểu diễn là một phần của Lễ hội Hultsfred.
2. ↑  Buổi biểu diễn là một phần của Lễ hội Hurricane.
3. ↑  Buổi biểu diễn là một phần của Lễ hội Roskilde.
4. ↑  Buổi biểu diễn là một phần của Lễ hội Quart.
5. ↑  Buổi biểu diễn là một phần của Lễ hội Rock Torhout.
6. ↑  Buổi biểu diễn là một phần của Lễ hội Rock Werchter.
7. ↑  Buổi biểu diễn là một phần của Lễ hội T In the Park.
8. ↑  Buổi biểu diễn là một phần của Lễ hội Boréalis.
9. 1 2  Buổi biểu diễn là một phần của Lễ hội V97.